# Breška vas, Bistrica pri Pliberku
Breška vas (nemško Pirkdorf) je naselje v Občini Bistrica pri Pliberku v Okraju Velikovec na Koroškem v Avstriji.